# 天貓座UY
天貓座UY，又名BD+51 1295，HD 54895、SAO 26223、HR 2703，是天貓座的一颗恒星，视星等为5.47，位于銀經165.8，銀緯24.18，其B1900.0坐标为赤經7h 5m 35.6s，赤緯+51° 24.18′ 41″。